# Agapito Colonna
Agapito Colonna (Roma, 1320/1325 – Roma, 3 ottobre 1380) è stato un cardinale e vescovo cattolico italiano; fu nominato cardinale da papa Urbano VI, nel 1378.

## Biografia
Agapito era, come risulta dal suo testamento, figlio di Giacomo detto Sciarra del ramo di Palestrina della famiglia, il noto protagonista dell'oltraggio di Anagni, e non suo nipote come si è comunemente ritenuto.
Studiò legge e prima di prendere i voti era un uomo d'armi.
Fu arcidiacono di Bologna, vescovo di Ascoli Piceno dal 21 luglio 1363 e di Brescia dal 22 ottobre 1369. Venne inviato come legato pontificio in Germania, Portogallo e Castiglia e nel marzo 1371 fu artefice del trattato di pace fra questi ultimi due regni. A Lisbona si insediò il 11 agosto 1371.
Accompagnò papa Gregorio XI nel suo rientro a Roma dall'esilio di Avignone. Fu anche Legato pontificio in Toscana, Lombardia e Venezia per ristabilire la pace tra Genova e Venezia, ma senza successo.
Fu creato cardinale, insieme al fratello Stefano, nel concistoro del 18 settembre 1378 con il titolo di Santa Prisca sull'Aventino a Roma.
Morì a Roma nell'ottobre del 1380.